# 武田弘美
武田 弘美（たけだ ひろみ、1958年1月12日 ‐ ）は、日本の女性タレント。

## 人物
血液型はB型。身長166cm。

## 出演

### テレビドラマ
- 熟年結婚〜妻への詫び状〜（2006年11月22日、テレビ東京）
- 華麗なる一族（2007年、TBS）銭高博の妻 役

### CM
- 東京電力
- グリコ、アイスクリーム